# Station Słosinko
Station Słosinko is een spoorwegstation in de Poolse plaats Słosinko.